# Gijsbert Johannes Verspuy
Gijsbert Johannes Verspuy (Gouda, 11 augustus 1823 - aldaar, 30 november 1862) was een Nederlands kunstschilder te Gouda.

## Leven en werk
Gijsbert Johannes Verspuy was zoon van de Goudse bakker Johannes Verspuy en Jannetje van Kersen. Hij trouwde in 1852 met Sophia Bokhoven.
Verspuy schilderde - evenals zijn stads- en tijdgenoot Dirk Johannes van Vreumingen in zijn vrije tijd. Van beroep was hij bakker. Verspuy was een leerling van de schilders Cornelis Borsteegh en J.A.B. ter Beek. Hij schilderde onder meer Goudse taferelen, maar maakte ook etsen en litho’s. Veel van de niet meer bestaande stadspoorten van Gouda zijn door hem vereeuwigd. In het museum GoudA “Het Catharina Gasthuis” bevindt zich een omvangrijke collectie van zijn werk.

## Enkele werken van Gijsbert Johannes Verspuy
- Gezicht op de Kleiwegspoort te Gouda - litho (ca 1840)
- Gezicht op de Tiendewegspoort te Gouda - litho (ca 1845)
- De Veerstalpoort te Gouda - aquarel (1843)
- De Rotterdamse Poort te Gouda - litho (1844)
- Gezicht op de Potterspoort te Gouda - litho (1843)
- Het stadhuis te Gouda - pentekening (1858)
- Het Catharina Gasthuis en de Gasthuiskapel - litho (1859)
- De Jeruzalemkapel - aquarel (1856)
- Interieur van de R.K. Liever Vrouwe Kerk te Gouda - litho (1845)
- De binnenplaats van het weeshuis te Gouda - litho (1859)
- Het Lazaruspoortje te Gouda - litho (1859)
- De St. Barbaratoren te Gouda - litho (1859)
- Gezicht op Gouda vanaf de overzijde van de IJssel - litho (1844)
- De scheepstimmerwerf “Het Kromhout” - litho (1857)
- Tiendewegspoort te Gouda - olieverf op paneel (1858)

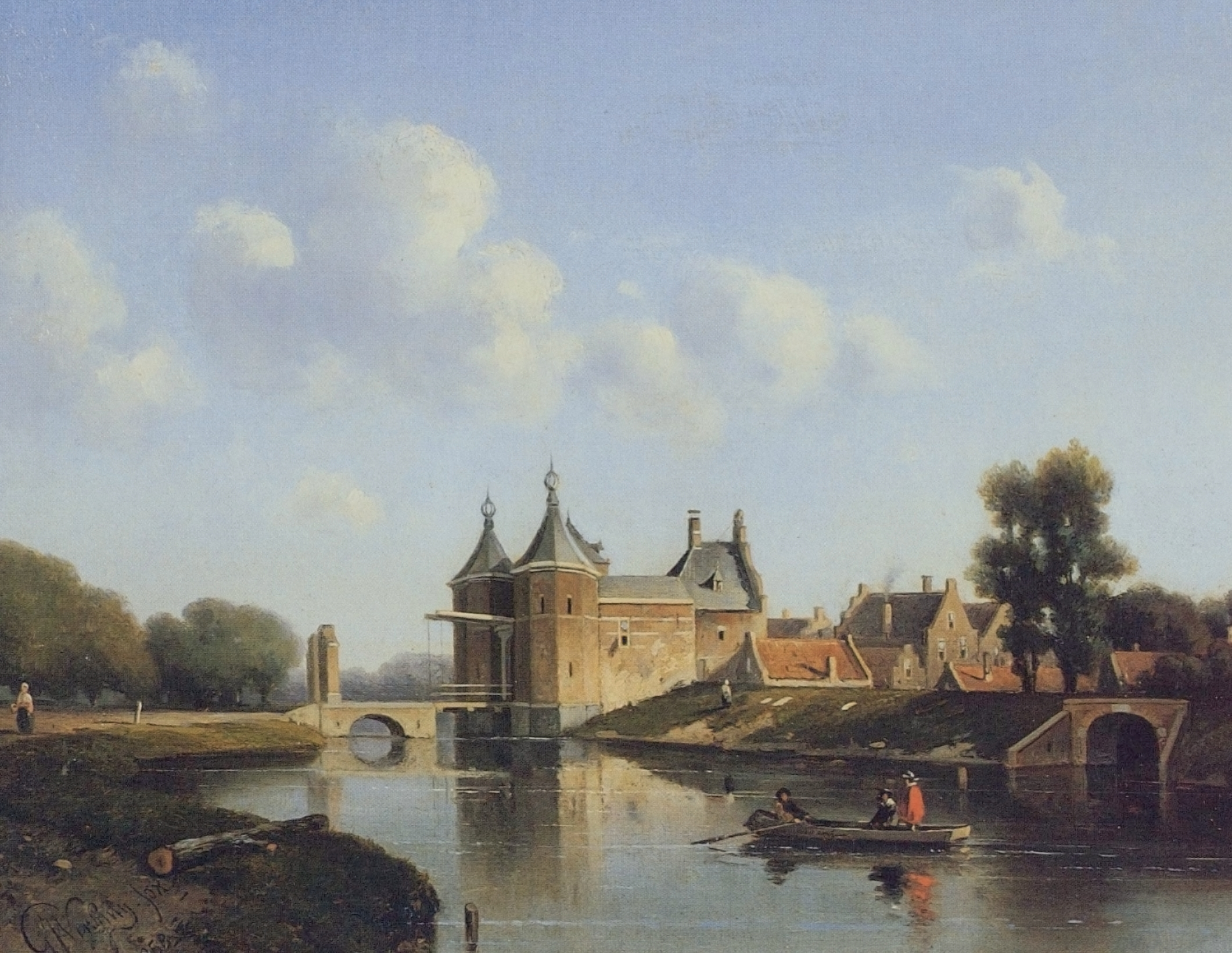
Tiendewegspoort Gouda
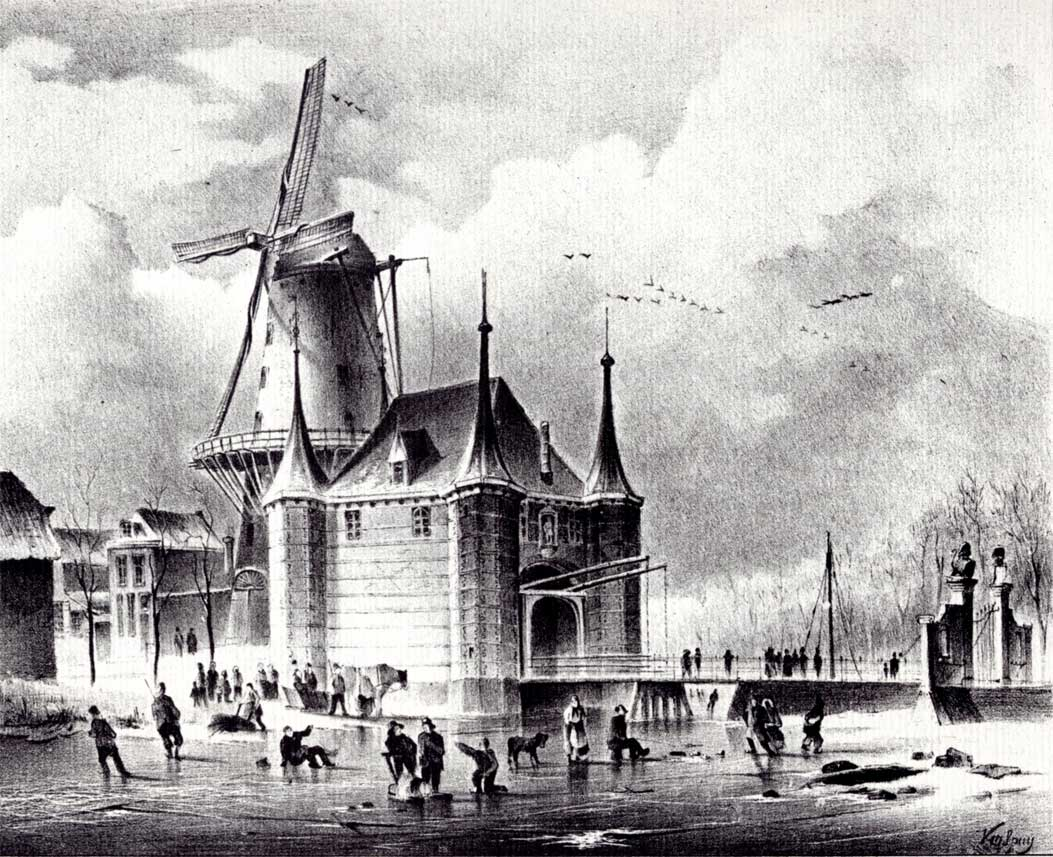
Kleiwegspoort Gouda
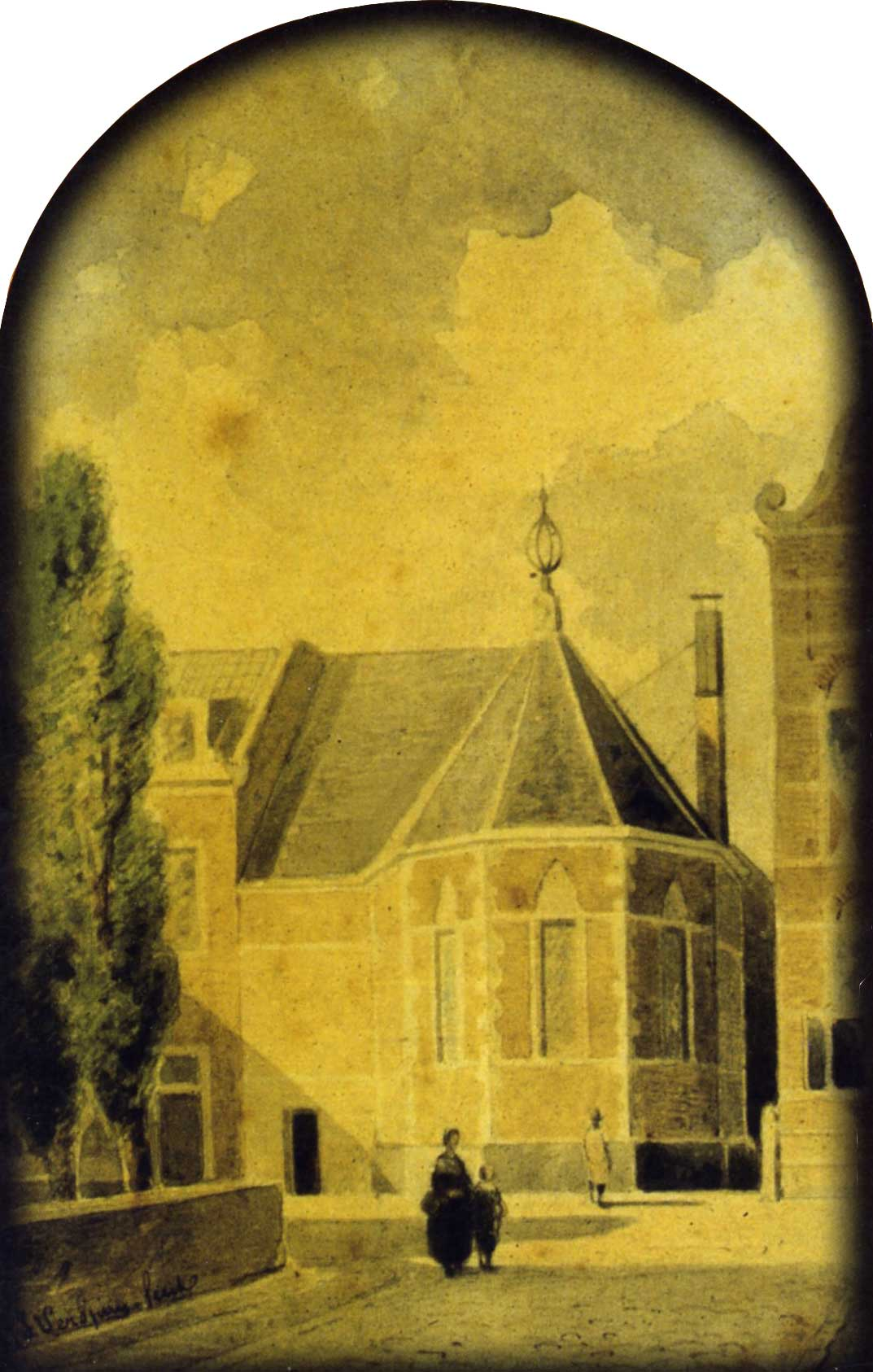
Jeruzalemkapel Gouda
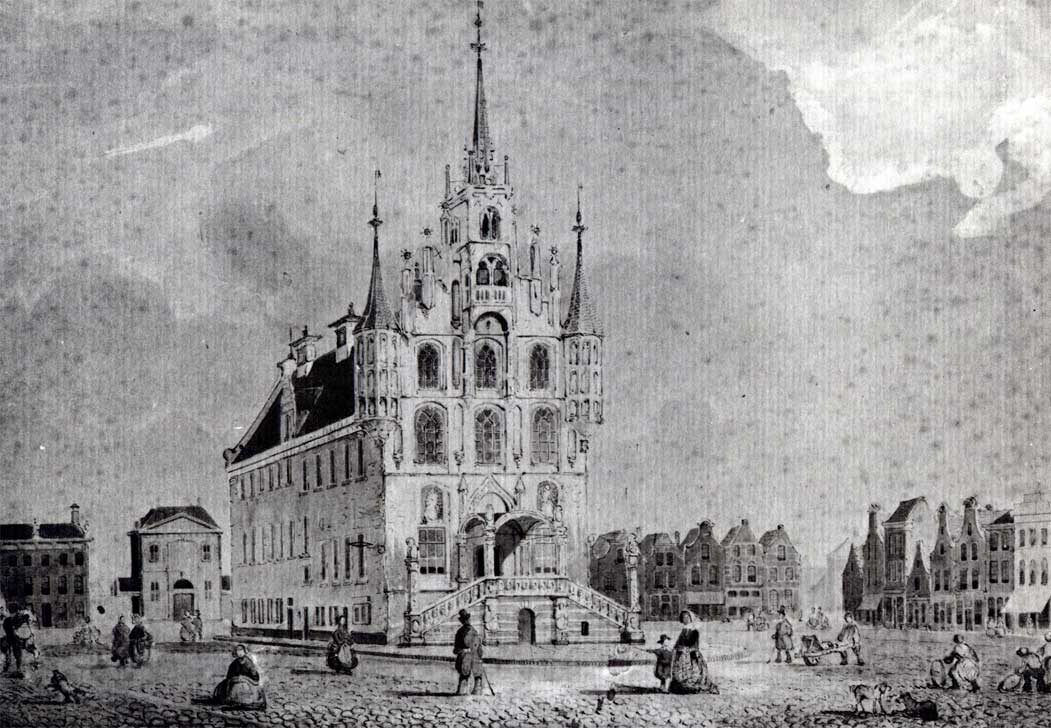
Markt van Gouda